# Iddrahalli, Gudibanda
Iddrahalli là một làng thuộc tehsil Gudibanda, huyện Kolar, bang Karnataka, Ấn Độ.